# Swertia petitiana
Swertia petitiana är en gentianaväxtart som beskrevs av Achille Richard. Swertia petitiana ingår i släktet Swertia och familjen gentianaväxter. Inga underarter finns listade i Catalogue of Life.